# Pauperhäuser
Pauperhäuser waren städtische Schulinternate für arme (lateinisch pauper = arm) Kinder.
Der Begriff stammt wohl aus dem alten Ostpreußen.
In Königsberg gehörte zu jeder Stadtschule ein städtisches Pauperhaus. Das Kneiphöfsche wurde vor 1580, das Altstädtische 1631 auf dem Danziger Keller neu gebaut. 20 bis 40 arme Schüler wohnten dort. Unterhalten wurden die Häuser von Legaten und Zuwendungen der Bürger.
Die Pauperes waren das Rückgrat von Schulchören, Kurrenden und Begräbnissen.